# 帆船時代の海戦戦術
帆船時代の海戦戦術（はんせんじだいのかいせんせんじゅつ、英:Naval tactics in the Age of Sail）とは、オールで漕ぐガレー船が帆船に置き換わった1600年代初期から、汽走式の甲鉄艦が帆走式の戦列艦を時代遅れにした1860年代までの間にヨーロッパで発達した海戦の戦術である。 

## 帆船の戦術

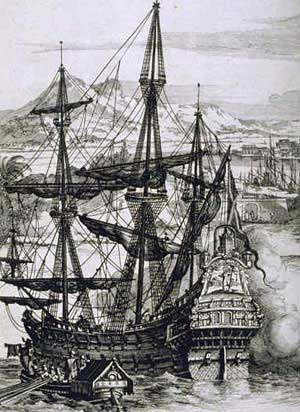
16世紀スペインの ガレオン船

帆船時代の海戦戦術は、主にその当時の帆走軍艦の帆走技術と戦闘能力によって決定される。帆船の指揮官（提督）がその艦隊に命令を下せることの中で特に3つの制約的な要素がある。
1. すべての帆船がそうであるように、キールを利用したとしても帆走軍艦も風上に向かって45度より小さな角度ではほぼ帆走できない。横帆中心の高速船の場合はとくに速度低下が顕著である。このことが、接近戦での艦隊の操縦性を制限していた。
2. 当時の船は2つの大きな砲座、すなわち左右の舷側に砲を配置しており、艦首方向や艦尾方向に発射できる砲はわずかしか搭載していなかった。帆走軍艦は両舷は強靭・強力だが、艦首と艦尾は脆弱だった。舷側は強い木材で作られていたが、特に艦尾には士官用船室の大きな窓などがあり、脆い構造になっていて、縦射に弱かった。敵艦を艦首または艦尾から縦射することによって砲弾が艦の全長にわたって飛び抜けることになり、またその場合には舷側砲火で反撃することもできなかったからである。
3. 海上での情報連絡の難しさである。艦隊同士での文書での連絡は航行中は不可能であり、声を出して伝えることは風の音や気象のせいで困難であった。そこで提督達はあらかじめ決められた旗旒信号を旗艦に掲げる方法に頼らざるを得なかった。しかしながら、信号旗も戦闘時の硝煙で確認できないという問題を含んでいた。

15世紀には、真の航洋軍艦であるマン・オブ・ウォー（man-of-war、武装帆船）が開発された。これは複数のマストに大小さまざまな横帆（おうはん）を備え風上に切りあがることができ、また大砲で重武装していた。中世末期までは、対人用の兵器は艦首楼または艦尾楼の上に位置していたが、重い大砲の採用によって、転覆の危険を避けるために船体の低い位置に装備する必要が生じた。このことは、以前なら軍艦と商船を兼務できた船の内部を、大砲と弾薬で満たすということを意味しており、軍艦に特化した船の出現を促すものであった。これはまた、その都度用船するのでなく、艦隊として常設されたものの出現につながっていった。
マン・オブ・ウォーは風のない沿岸部での作戦を除いて、それまでのガレー船に取って代わった。帆走のマン・オブ・ウォーの開発と、それにより大きな船団が長期間航海できるようになったことが、古い海戦戦術の革新を必要とした。

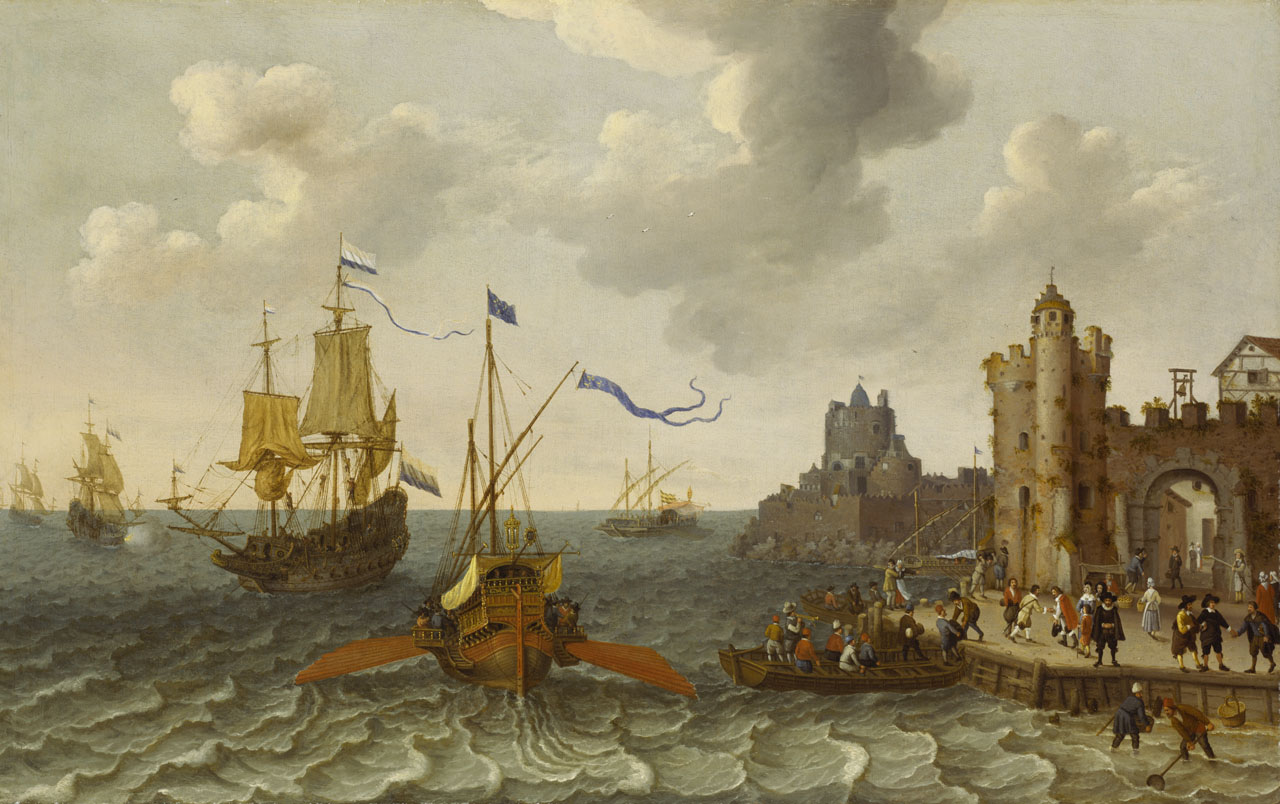
フランスの ガレー船とオランダのマン・オブ・ウォー（アブラハム・ウィラールツ画, 17世紀.

推進力を風に頼っている船では衝角戦術を取ることはできない。衝角攻撃のためには好適な風を受けて前進する必要がある。風が弱ければ効果は期待できず、風下側からは不可能である。その場合に利用でき、スペイン人が長く用いてきた戦術は、船首を敵の横腹にぶつけて戦闘員が敵船の甲板に侵入する移乗攻撃だった。このような攻撃をするためには、風上に位置取り、追い風を受けて横陣で突き進むことになる。しかし、風下の敵もこの向きを変えればこの攻撃をかわすことができ、また舷側砲で敵の艦首を破壊することができた。
組織の重要な革新が、サー・フランシス・ドレークによってなされた。軍艦は、彼のリーダーシップの下に、掌帆長、航海長、掌砲長、海兵隊長らによって構成される一種の委員会によって階級的に統率された。ドレークは専門知識を持たないものがその「委員会」に加わることを認めず、艦においては、社会的な地位と関係なく、その技能と経験によって裏打ちされた艦長の命令が唯一絶対のものであるという原則を確立した。この革新は、帆船時代のスペイン海軍では実現されず、その時代を通して「紳士」による妨害が行われ続けた。革命フランス海軍では、十分な経験や訓練を積んでいない水兵を昇進させるという、それとは逆の愚行が行われた（それは陸軍においても同様だった）。イギリス海軍では、それと対照的に、中流階級出身の多くの優れた指揮官を輩出した。それはたとえばホレーショ・ネルソン（牧師の息子）、ジョン・ジャーヴィス（事務弁護士の息子）またはコリンウッド（肉屋の息子）などであり、トマス・コクランのような貴族出身者と対等の活躍をした。しかも、まれな例ではあるが、ジョン・ベンボウ（en）のような労働者階級の出身者までいた。

## 単縦陣戦法
17世紀前半の舷側砲の性能向上によって、その火力を他の艦に遮られることなく最大限に発揮するために、艦隊は縦1列に並んで戦うべきであるという結論が導き出された。
単縦陣戦法はイギリス海軍の伝統的な戦法となった。特に1653年に「航海戦闘術」を書いたロバート・ブレイク将軍によるところが大きい。最初に文献に残っているのは、やや早く1639年9月18日の戦闘におけるオランダのマールテン・トロンプ中将がスペイン軍に対して取った戦法である。この戦法は英蘭戦争では両軍とも用い、「戦闘術」として文書化された。これが17世紀と18世紀の海戦では基本的な戦法となった。
単縦陣戦法で大事なことは船の1隻1隻が十分に強くなければならないことである。旧時代の乱戦の中では小さな船は同じような大きさの船を探して戦うか、あるいは複数で大きな船に戦いを挑むことができた。単縦陣戦法が採用されると海軍は戦列を組める船とそうではない小さな船とを区別し始めた。1660年代に単縦陣戦法が標準的な戦闘隊形として確立されると、商船や軽武装の軍艦は会戦の中での位置付けが無くなっていった。単縦陣戦法では、敵の戦列の対応する艦がいかに強力であったとしても、それに独力で立ち向わねばならない。そうした単縦陣戦法に対応して、独力で戦う十分な戦力を持った船として作られたのが戦列艦である。

## 風上の重要性
風上をとるということは戦術的に重要なポイントとなった。風上を取った提督は戦闘の主導権を握った。風上を維持することで敵を叩くことも回避することもできた。風下の艦隊はさらに風下に逃げることはできたが、戦いを挑むことは出来なかった。2つの船隊が接近していて風下に向かえば後ろを襲われる危険性が高いような場合は、風下に撤退することすら難しかった。風下にいることの2つめの欠点は、弱風以外の時に接近戦を演じていると、風圧で風下に傾き船底を敵の砲の前にさらけ出してしまうことである。通常は水面下にある船体の一部に穴を空けられれば、逆の傾きになった時に浸水し、さらに沈没さえしてしまう危険性がある。このことは「風と水の間の船殻（"hulled between wind and water"）」として知られる。もう一つ、風上の船から流れてくる硝煙は当然風下に向かって視界を悪くする。提督が敵の風上を取ろうとして何日も操船に費やすような戦いがよく行われた。例えば、1778年のウェサン島の海戦、1780年のセントルシア海峡の海戦、1794年の栄光の6月1日の海戦などである。
強風が吹く場合にのみ、風上に不利が生じる。風下側に傾き低くなった砲門が波に洗われるので、浸水のリスクを避けるには低層甲板の開口部を閉じておかねばならないからである。そのため、風上から攻撃する艦は下層甲板に装備した重砲を使うことができないのに対し、一方風下の敵艦は風上側の砲が船の傾斜で持ち上げられるのでそのような問題がない。この理由から、荒天で行われた1780年のサン・ビセンテ岬の月光の海戦では、ジョージ・ロドニー提督は指揮下の艦にスペイン艦隊を風下から攻撃するよう命じた。

## フランス海軍における海軍戦術の発展
フランス海軍では、戦術家のポール・オスト、ビゴー・ド・モローグ、ブールド・ド・ヴィルユーの論文で帆走戦術が発展した。また他言語にも翻訳された。
18世紀、フランス政府は制海権を求めて戦うよりも個々の作戦目的の達成を優先させる戦略を取った。フランス政府はその戦略的な目的を達成するために戦術的なリスクを冒すことに消極的だった。海軍はその命令の臆病さに拘束されていた。フランス艦隊はイギリス艦隊と戦うリスクを冒すよりも避ける方を選んだ。それは例えば1780年6月、ド・テルネーがバミューダ沖でウィリアム・コーンウォリス指揮下のイギリス戦隊に遭遇した時の行動に現れている。
この戦略は戦術的にも重要な結果をもたらした。フランス艦は、主に敵の帆装を攻撃して操作不能に陥らせ、それに乗じて戦場から逃れ、任務を継続する策を取った。そのためフランス艦は風下に位置し、風上舷の砲で攻撃したが、その場合には砲が上向きになるので、敵の帆装には損傷を与えても、船体や人員にはわずかな損害しか与えることができなかった。それとは対照的に、イギリスやオランダの軍艦は下向きの砲で敵の船体を攻撃したので、木材の破片などにより、敵砲手を多く死傷させることとなった。この戦術の違いが、イギリスとフランスの乗組員の被害の差を説明している。フランスは死傷者が多かっただけでなく、そのうちの死者の比率も高かった。

## 18世紀半ばの戦術的停滞
18世紀の英仏間の戦いでは、戦力が等しいかそれに近い場合には決着が付かない傾向にあった。フランスはこの世紀を通じてイギリスよりも軍艦の数で劣っていたため、最小のコストで戦い、激戦を避けて損耗を減らすことに務めた。よってイギリス海軍の数的優位も揺らぐことはなかった。フランス艦は逃走しやすいように風下で交戦することを好んだ。彼らはイギリス軍に風上を取らせておき、それが並走しているときも、風を背に攻撃を仕掛けてくるときも、前進をつづけた。攻撃側は敵戦列に対して風を背に垂直に襲いかかるのでなく、斜めの、あるいは湾曲した線に沿って仕掛けることとなった。攻撃側は「艦首と艦尾の連なり（"a bow and quarter line"）」、すなわち先頭艦の艦尾に次艦の艦首がつづき・・・という一本の線の中に呑み込まれてしまう。この陣形は、帆走力にばらつきのある多数の艦からなる場合、維持困難なものであった。
敵の戦列の中央を襲おうと舵を切って真っ先に戦闘に突入した艦が、帆装を損傷して操舵不能になるということがしばしば起こった。同じ陣形が維持できた場合でも、今度は損傷を受けた艦の速度に他の艦が制約されたり、また敵艦が風下に逃亡したりした。また、円材に損傷を受けやすいのは常に風上から攻撃を仕掛ける方の艦であり、それは風下の艦が慎重に狙いをつけていない場合でも同じだった。風下の艦は風で敵と反対側に傾くので、砲弾が常に高く飛ぶ傾向があった。また、攻撃側が風上にいる限り、風下の艦は常に素早く離脱することができた。
18世紀の戦争ではほぼ等しい戦力の艦隊同士では戦術的に決着の付かないものが続出した。マラガの海戦（1704年）、リューゲン島の戦い（1715年）、トゥーロンの海戦（1744年）、ミノルカ島の海戦（1756年）、ナーガパッティナムの海戦（1758年）、カッダロールの海戦（1758年）、ポンディシェリーの海戦（1759年）、ウェサン島の海戦（1778年）、ドッガー・バンク海戦（1781年）、チェサピーク湾の海戦（1781年）、フーグランドの海戦（1788年）、オーランドの海戦（1789年）などである。これらの中には、イギリスが勝たねばならなかったチェサピーク湾の海戦のように、戦略的に重要な結果をもたらしたものもいくつかあるが、戦術的にはすべて未決着である。提督達の多くが、力の均衡した艦隊間の戦いでは決着が付かないと信じ始めた。18世紀の海戦で戦術的に決着が付いたのはすべて、一方の戦力が明らかに他方を上回っていた追撃戦である。例えば1747年の第一次、第二次のフィニステレ岬の海戦、1759年のラゴスの海戦とキブロン湾の海戦、1780年のサン・ビセンテ岬の月光の海戦などである。
イギリス海軍の変革は、1744年のトゥーロンの海戦後の2人の提督による見苦しい論争で遅れを来した。トゥーロンの海戦で、トマス・マシューズ提督が指揮するイギリス艦隊はフランス艦隊に追いついておらず、並走する戦列を形成できていなかったが、取り逃がすことを恐れたマシューズはフランス戦列の後部を総攻撃するように命令を発した。しかし、その意図を伝えうる信号が存在しなかったため、距離をあけて後衛戦隊を指揮していた次席提督のレストック（彼はマシューズを平素から敵視していた）は、それを楯にとってその位置にとどまった。
議会におけるレストックの友人らによって提起された一連の軍法会議において、マシューズとそれに従った艦長たちは罰せられ、レストックは無罪となった。その後の戦闘では、提督たちは海軍交戦規定から逸脱しようとするたびにマシューズの運命を思い出すこととなった。

## アメリカ独立戦争中の発展
イギリス軍もフランス軍も海戦における認められた戦法に士官達が満足できないようになった。18世紀後半、アメリカ独立戦争中の多くの戦闘でこの問題が論じられた。海戦で決着を付けるためには、敵の戦列の一部、できれば後ろを集中攻撃すべきであることが明らかとなった。戦列の中央部は方向転換しなければその支援を行うことができないからである。
偉大なフランスの提督シュフランは、それまでの海軍戦術を、実戦を避ける言い訳と大差ないと喝破した。彼は、より良い方法を見つけようと努め、1782年と1783年に東インドでイギリス艦隊との間に交わした戦闘では、敵の戦列の一部分への集中攻撃を行った。サドラスの海戦ではイギリス戦列の後衛に2倍の戦力を集中した。しかし、彼の命令は守られず、彼の敵エドワード・ヒューズは有能であり、フランス艦隊の質もイギリスを上回ってはいなかった。
同じように、イギリスのジョージ・ロドニー提督は、1780年西インド諸島のマルティニーク島の海戦で、フランスの戦列の後部に多数のイギリス艦を向かわせることによって戦力の部分集中を図った。しかし、彼の命令は誤解され、適切に実行されなかった。さらに彼は、風上にいる自らの艦隊を風下の少数の敵艦に向かわせるにあたり、2ケーブル（＝鏈（れん）。1鏈は720フィート＝219.5m）より近くへは行かせないようにした。戦列の接近コースは単純明白であって回避可能であり、また風下もがら空きだったため、敵はみな退避してしまった。シュフランと同じくロドニーも偉大な戦術家であったが、一緒に働くには難儀な男であり、部下への意思疎通を欠いていた。

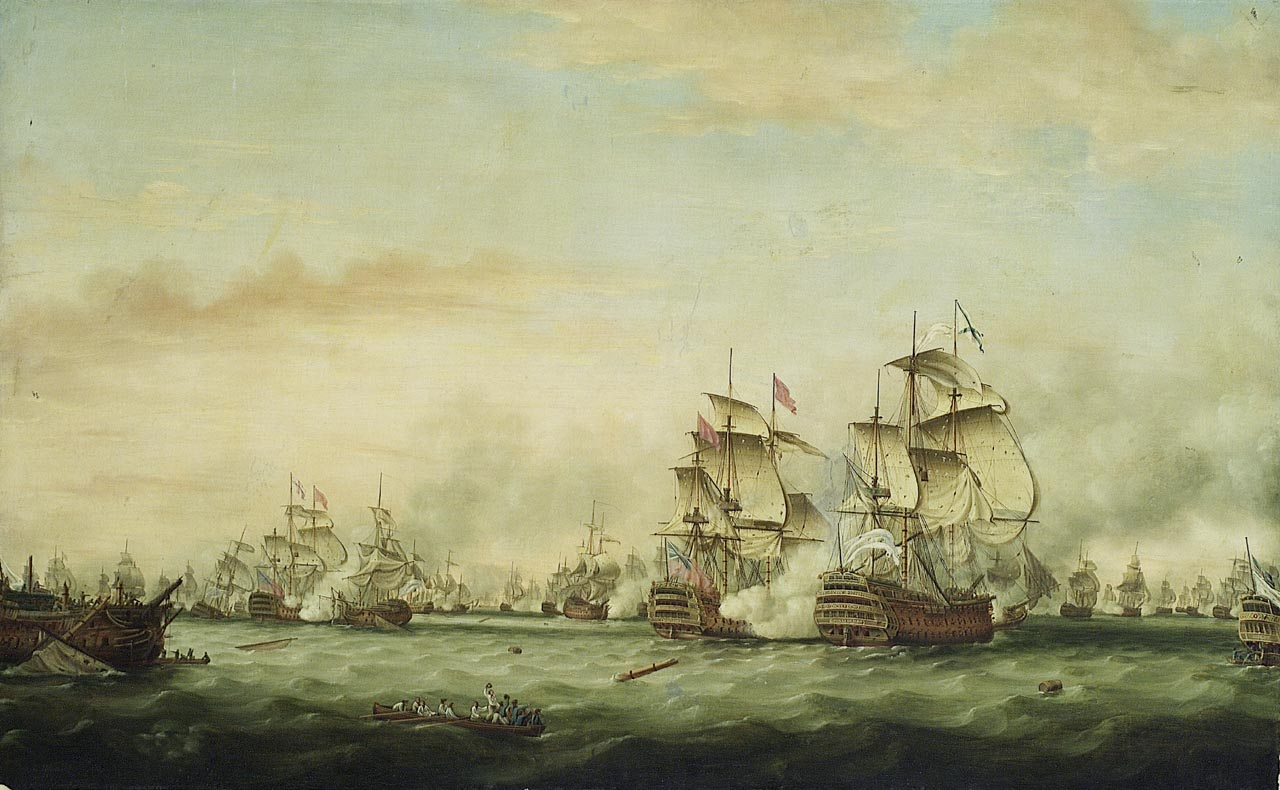
セインツの海戦でフランス艦隊に対し決定的な勝利を得たロドニーの成功

1782年4月12日、セインツの海戦でジョージ・ロドニーは、風向きが変わってフランスの戦列が崩れたことにより、自ら戦列を崩して敵の戦列に割って入る形となった。その効果は決定的だった。フランスの戦列を3箇所で分断したイギリス艦隊は手近のフランス艦に砲火を集中したため、フランス艦隊の戦術的連携は崩壊した。戦闘の終了までに、ロドニーはフランスの旗艦を含む4隻の敵艦を捕獲した。戦闘中は戦列を厳守するという昔からの戦術から離れることで成し遂げたこの成功により、そのオーソドックスな戦術の権威は失墜した。

### サー・ジョン・クラーク・オブ・エルディンの理論
あまりにも多くの海戦において決着が付かなかったことに、サー・ジョン・クラーク・オブ・エルディンが注目した。彼はスコットランド啓蒙運動家であり、地質学者ジェームズ・ハットンの著書『地球の理論』の挿絵を描き、また物理学者ジェームズ・クラーク・マクスウェルの大叔父でもあった。彼は一連の考察や計算をパンフレットに印刷し、海軍士官に配った。さらにそれを1790年、1797年、1804年に『海戦戦術論』として出版した。
クラークの論考が結論する仮説は、イギリス海軍は砲術も乗組員の技量も敵に勝っているので、混戦に持ち込むほうが良いというものだった。彼は自軍の優越した部隊を敵の戦列の一部分に集中させる、各種の巧妙な提案を行った。とりわけ敵後衛への戦力集中は、敵主力がそれを救援するためには回頭せざるを得ず、時間がかかる点で有効とされた。
それらの方策は、ことごとく敵の専門家によって対策が見つけられてしまうという批判にさらされた。しかし間違いなくその通りであったとしても、勝利とは巧みな運動のみによって得られるものでは決してなく、技術の優越性、敵を出し抜く意志の強さ、敵を打ち破る素早い動き、そして敵を凌ぐ火力などと合わせて初めて獲得できるものである。クラークの理論は、戦う双方を激しい混戦に投じて必ず決着を付けさせるという長所があった。

## 18世紀末の技術革新
1793年のフランス革命戦争の勃発までに、アメリカ独立戦争中に導入されたいくつかの技術革新が組み合わされ、イギリス艦隊はフランスやスペインの海軍に対しはっきりした優位を獲得した。その革新とは、次のようなものである。
カロネード砲
カロネード砲は砲身が短く重い砲丸を発射できるもので、スコットランドの製鋼所カロン社が1778年に開発した。カロネード砲はそれまでの長身砲の半分の重さで重い砲弾を一定距離以上飛ばすことができた。近距離では速度が速く、貫通力も高かった。「スマッシャー (Smasher)」とも呼ばれ、カロネード砲を装備した船は接近戦でいかんなく長所を発揮できた。従来の製造技術では、砲弾の大きさの精度が悪く砲身の内径を削り出すのも難しかったため、通常は内径と砲丸の間に遊隙と呼ばれる4分の1インチとも言われる隙間があり発射効率が悪かった。しかし、カロン社が導入した製造技術により遊隙が小さくなり、少ない火薬で砲弾を効率よく発射できるようになり、大砲の軽量化・小型化ができるようになった。従来の砲より軽量化されているため、船の帆走性能には影響を与えずに火力をあげることができた。そのためフリゲートや戦列艦などの船首上甲板や後甲板には多く積まれた。欠点は射程が通常の長砲に比較して著しく短い（約360m）ことで、近距離専門の補助火砲として扱われていた。
フリントロック式
大砲から砲弾を射出するに際し、火薬に点火するために火打ち石を用いる方式は、サー・チャールズ・ダグラスによって提案され、アメリカ独立戦争でそれまでの火縄による点火方式に代わるものとして導入された。火打ち石は火付きがよく確度が高いので、砲手長は適切な発砲のタイミングを選ぶことが可能になった。これは艦船とともに上下に角度が変わる砲にとっては命中率の増加を意味した。これ以前のイギリス海軍では、七年戦争当時に、それ以前の方法に比べればほとんど瞬間的な着火が可能な、火薬をつめた鵞鳥の羽軸を使用していた。
広い射界
砲を留めるロープを砲門からできるだけ遠くに付けるという簡単な方法で、イギリスの砲術革新家サー・チャールズ・ダグラス艦長は砲の可動範囲を拡げ、射界を広くした。この新しいシステムは1780年のセインツの海戦で、イギリス軍の「デューク」「フォーミダブル」「アローガント」やその他の軍艦で試みられた。
銅製被覆
木造船に共通する問題として、長期間の航海を行う場合などにフジツボやエボシガイのような付着性の底生動物が船体へ付着して海水の抵抗を増大させて航行速度を低下させたり、フナクイムシのような木材穿孔性の底生動物が船体の構造材を侵食して強度を低下させたりする問題があった。多くの試行錯誤を経て、これを防止するには、銅板による船体の被覆が最適な手段であるとわかってきた。銅製被覆はこうした底生動物の船体への付着を遅らせ、ドックから長く離れている船体の帆走性能を改善した。これは戦略的にも戦術的にも大きな改善であった。1780年までに、イギリスは長く海上にとどめられている自国の軍艦より、「クリーン」なフランス艦の方が速度が速く、望むときには戦いを避けることができることに気付いていた。銅製被覆の導入により、海上封鎖などで何ヶ月も海上にある船でも、港を出てきたばかりの敵船に劣らないスピードを維持することができるようになった。

## フランス革命とナポレオン戦争の間の発展
1793年のフランス革命戦争の勃発時には、技術革新と、革命によるフランス艦隊の組織的混乱とが組合わさり、イギリス艦隊はフランスやスペインの海軍に対し明確な優位を獲得した。イギリスはどの敵国よりもはるかに大きな貿易を行っており、軍艦の水兵に転用できる予備兵力としてのプロの水夫を数多く保有していた。18世紀を通じてフランスと特にスペインの艦隊は、水夫を徴用することが難しくなっており、海に不慣れな陸軍の兵士や陸上生活者で穴埋めをせざるを得なかった。
イギリスの船はもともと熟練した船乗りの比率が高かっただけでなく、海上封鎖や船団の護衛などで長期間の乗り組みがあったために、艦長たちは乗組員の訓練をする機会に恵まれていた。イギリスの砲手はフランスやスペインの砲手よりも高い命中率を誇っており、フランスやスペインは犠牲者を多く出していた。優れた水夫、素早い砲術、そして高い乗組員の士気、これらは如何に敵国兵が勇敢でもイギリスが優位にたてた要因である。
リチャード・ハウのような優れたイギリスの提督は、決着の付きやすい乱戦に持ち込むために、いかに敵の戦列を打ち破るかに心血を注いだ。1794年の栄光の6月1日の海戦では、ハウは指揮下の艦隊に、敵戦列をすり抜けるよう命令し、フランス艦隊を風下から攻撃することでその退路を封じた。これにより、個艦の優位性を存分に発揮し、自由な行動のできる乱戦に持ち込んだ。

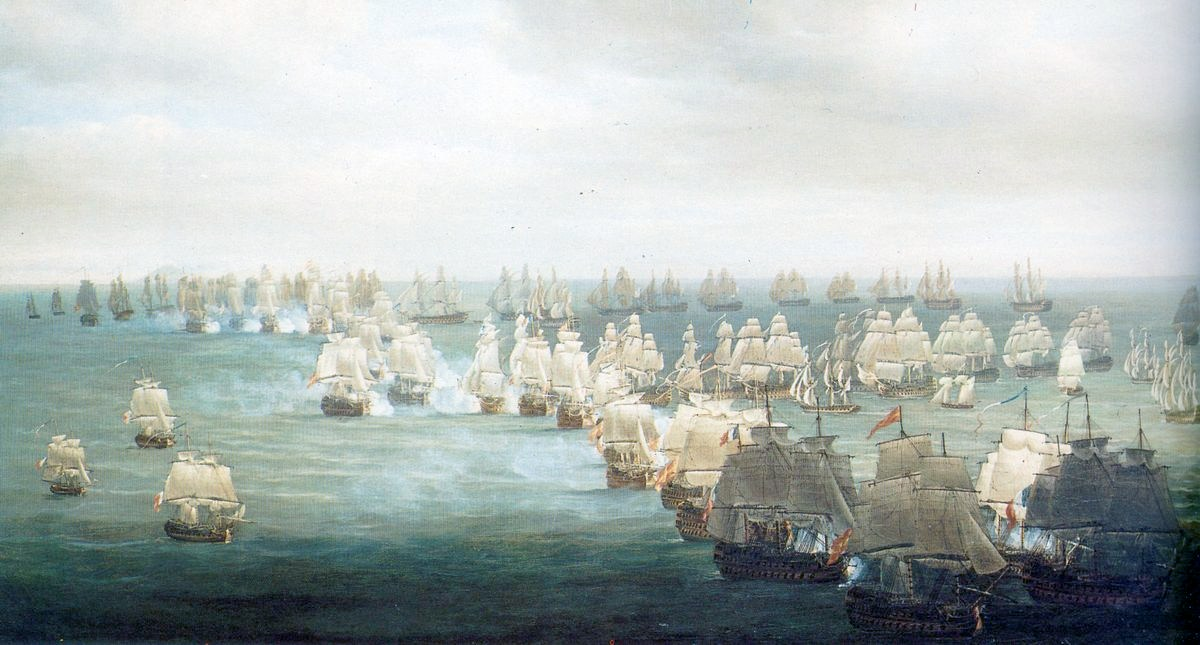
トラファルガーの海戦、ネルソン提督の常識破りの戦列突破が乱戦を生み、フランスとスペイン艦隊を打ち破った。

若干の休戦期間を挟みつつ1793年から1815年まで続いた戦乱で、イギリスの提督たち、ジョン・ジャーヴィスやアダム・ダンカンそして特にホレーショ・ネルソンは段々と大胆な戦法をとるようになり、サン・ビセンテ岬の海戦、キャンパーダウンの海戦、トラファルガーの海戦で望み通りの乱戦に持ち込むことができた。最も急進的な戦術はトラファルガーでネルソンが取った真直ぐに戦列に突入するやり方である。このやり方では、接近中は自艦への砲火に対して反撃することができないが、その代わり、イギリス艦がフランス・スペインの戦列を通り過ぎる時に破壊的な集中砲火を浴びせることができた。
これらのイギリス提督たちの戦術は軽率であり、もっと熟練した敵に対しては失敗するだろうと言われてきた。しかしこのような批判は、「特定の攻撃を絶対確実にする魔法のような方法があるはずだ」と考える人間のものである。1793年から1815年にいたる大戦争におけるイギリスの提督たちの戦術が、その戦術自身の中にそのような要因を内在していたのでないことは、1811年のリッサ海戦によって十分に証明されている。実際のところ、これらの戦術が行えたのは提督たちの艦隊の質に対する信頼が揺るぎないものだったからである。敵の戦列に突っ込むとしてもその距離が950ヤード以下になれば、同時に攻撃を受ける敵艦は3隻に過ぎなかった。なぜなら砲をそれ以上近い距離に集中させるような訓練はできなかったからである。一方、砲の有効射程は1,000ヤード強に過ぎなかったから、敵の戦列に到達するまでにマストを失って停止してしまう確率は、実はそれほど大きいものではなかった。